# Dialogue Dimitri-Amilakhvari
Pour les articles homonymes, voir Amilakhvari.
Cette page contient des caractères spéciaux ou non latins. S’ils s’affichent mal (▯, ?, etc.), consultez la page d’aide Unicode.
Le dialogue Dimitri-Amilakhvari  est une nouvelle page des relations entre la France et la Géorgie, ouverte par le président de la République française Emmanuel Macron et la présidente de la Géorgie Salomé Zourabichvili, le 19 février 2019 à Paris,. 

## Dimitri Amilakhvari
Le dialogue porte le nom d’un lieutenant-colonel de la Légion étrangère, Dimitri Amilakhvari, cadet de l’armée nationale géorgienne, arrivé en France en 1922 après l’invasion de son pays par les armées de la Russie soviétique, formé à  Saint-Cyr, engagé dans l’armée française, combattant de la Seconde Guerre mondiale  sous les ordres du général Koenig, décoré par le Général de Gaulle de la Croix de la Libération et mort pour la France à la bataille d’El-Alamein en Égypte.

## Domaines couverts
Les domaines couverts sont non seulement ceux de la politique et du parlementaire, mais aussi ceux de la défense,  de la sécurité, de l’économie et du commercial, de la culture et de l’éducatif. 

### Politique
Le 2 décembre 2019, à Paris, sous la co-présidence de Jean-Yves Le Drian, ministre de l’Europe et des affaires étrangères de la République française,  et de Davit Zalkaliani ministre des Affaires étrangères de la Géorgie, la première session politique du dialogue est ouverte.

### Défense
Le 17 avril 2019, à Paris, sous la co-présidence du vice-amiral d’escadre Hervé de Bonnaventure, directeur général adjoint des relations internationales et de la stratégie, et de Lela Chikovani, première vice-Ministre de la Défense, un plan de coopération est signé.

### Économie
Le 3 décembre 2019, à Paris, se tient une réunion entre le MEDEF international et une délégation géorgienne conduite par Genadi Arveladze, vice-ministre de l’Économie et du développement durable de la Géorgie,  et Khatia Tsilosani, vice-ministre de l’Environnement et de l’agriculture de la Géorgie : les questions des exportations géorgiennes vers la France (citrons, thé, miel, noisettes et baies) et des investissements français en Géorgie sont abordées, ainsi que celles relatives à la pharmacie et au tourisme,,.

### Éducation
Le 2 décembre 2019, à Paris, un accord entre cinq établissements supérieurs français (université de Rennes 1, INSA Rennes, université de Lyon 2, université de Montpellier et SupAGro Montpellier) et deux établissements supérieurs géorgiens (université d'État de Tbilissi et université technique géorgienne) est signé afin de créer une université franco-géorgienne à Tbilissi, à la rentrée 2020.